# 矢橋龍太郎
矢橋 龍太郎（やばし りゅうたろう、1926年（大正15年）9月18日 - 2001年（平成13年）7月7日）は、日本の実業家。矢橋工業・会長、矢橋林業社長等を務めた矢橋コンツェルン総帥。「先祖は嵯峨天皇の第12皇子で光源氏の実在モデルの有力候補とされる源融（みなもとのとおる）にまで遡る（アーカイブ）」矢橋家・本家・当主。大垣市功労章受章者。

## 略歴
1926年赤坂銀行常務の矢橋龍吉と際（岐阜、原松蔭の三女）の長男として生まれる。妻は、愛知県半田市・ミツカン酢創業家・中埜家の6代目又左衛門（「中埜又左衛門」を参照）の二女 ・茅子（1929年生）。
矢橋工業入社後、同取締役、同副社長を経て、1953年矢橋林業社長、1961年三星礦業社長、1973年矢橋工業社長、1979年矢橋工業会長に就任する。
大垣市の教育の振興に貢献。1985年大垣市功労章受章。
「金生山」に関する著作がある（下記「著書」を参照）。

## 人物
龍太郎は、陶芸家の荒川豊蔵との関係を通じて懇意になったとされる白洲正子を、1986年5月に、「矢橋家の牡丹園」に招待。正子は、龍太郎の生き方に関心をもち、その年の暮れにも寒牡丹を見に再び矢橋家を訪れている。誰もいない園内に伊吹おろしにさらされた寒牡丹が寒さに抵抗して見事に咲いている。「・・・ほんとうの美しさは、寒さに耐えて咲く寒牡丹にあることを、私は身にしみて知ったように思う」と。

## 著作
- 矢橋竜太郎=斉藤富司『赤坂金生山地区の協調採掘と愛宕鉱山の合理的操業(昭和59年石灰石鉱業協会賞功績賞受賞)』（1984年）
- 金生山化石研究会編『金生山：その文化と自然』「はじめに」(1981年)

## 家系図
「矢橋家家系図」によれば、矢橋家（惣本家・本家・南矢橋・北矢橋）は、嵯峨天皇・源融（紫式部『源氏物語』の主人公光源氏の実在モデルの有力候補）まで遡る。
- 《惣本家》矢橋藤十郎・幾世
  - 矢橋徳次郎（大地主、岐阜縣多額納税者、株式會社赤坂銀行、株式會社大垣銀行各取締役等）[14]
    - 矢橋敏郎
    - 矢橋郁二
    - 矢橋省三
    - 矢橋和夫
    - 矢橋豊二

  - 矢橋為吉
  - 矢橋賢吉（大蔵官僚、国会議事堂設計の中心人物、叙正三位、勲二等旭日重光章受章）
    - 矢橋きみ
- 《本家》矢橋宗太郎（廃藩置県の際、徳川家康が織田信長の岐阜城千畳敷御殿を移築し造営させたお茶屋屋敷の払下げを受く）
  - 矢橋敬吉
    - 矢橋龍吉
      - 矢橋龍太郎・茅子（ミツカン酢創業家・中埜家の出身〈第6代の二女〉）[15]
        - 矢橋龍宜

      - 矢橋品子

    - 矢橋次郎・絹
      - 矢橋宗一・常子
        - 矢橋慎哉・ひろみ
        - 矢橋哲郎

      - 矢橋恒男・保子
        - 矢橋和廣

      - 原乙彦（旧姓・矢橋）・由比子
        - 原秀六
        - 原吉弘

  - 矢橋幾世・藤十郎
    - 矢橋徳次郎
    - 矢橋賢吉

  - 矢橋友吉
    - 矢橋厚一郎
      - 矢橋徳太郎（世界最高の精度を誇る日時計の考案者、CBCクラブ文化賞受賞、鯱光会顕彰者）

  - 矢橋亮吉（1946年に昭和天皇のご訪問〈行幸〉、1965年に皇太子〈のちに天皇・上皇〉のご訪問〈行啓〉があった矢橋大理石の創業者）
    - 矢橋太郎
      - 矢橋篤子（矢橋太郎長女）・矢橋浩吉（旧姓・亀山、揖斐川電気工業〈現・イビデン〉社長、勲三等瑞宝章受章）[4]
        - 矢橋修太郎・千枝子（北村酒造社長・北村精一郎〈宗四郎〉長女）[4]
          - 矢橋晋太郎[4]
          - 矢橋正二郎[4]
          - 矢橋庸子[4]

    - 矢橋次雄［矢橋亮吉］（矢橋大理石社長）
      - 矢橋修太郎（養子）[4]
      - 矢橋謙一郎
      - 矢橋昭三郎[5]

    - 矢橋六郎（JR名古屋駅新幹線口にあった壁画「日月と東海の四季」を描いた洋画家、中日文化賞受賞）
    - 戸田道子（矢橋亮吉長女）・戸田良直（大垣貯蓄銀行頭取）[4]
    - 桑原孝子・善吉(真一)[16]（十六銀行頭取）

遠縁：所郁太郎（実父・矢橋亦一、養父・所伊織）（大垣藩の生まれ、適塾塾頭、暗殺者に襲われた元勲・井上馨を治療した医師、幕末の志士、高杉晋作の参謀、長州藩遊撃隊軍監、従四位追叙）